# سرگوی کوچرف
سرگوی کوچرف (بلاروسی: Сяргей Кушняроў؛ زادهٔ ۲۲ ژوئن ۱۹۶۰) کارگردان فیلم، فیلم‌نامه‌نویس، و پویانما اهل اتحاد جماهیر شوروی سوسیالیستی است.